# 小山東助

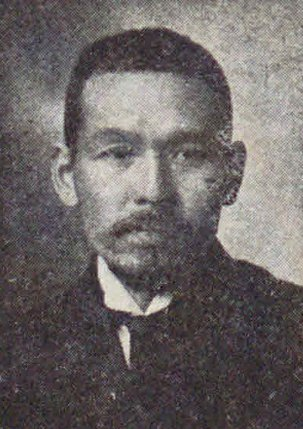
小山東助

小山 東助（おやま とうすけ、1879年（明治12年）11月24日 - 1919年（大正8年）8月25日）は、衆議院議員（公友倶楽部→憲政会）、ジャーナリスト、教育者。号は鼎浦。

## 経歴
宮城県本吉郡気仙沼町（現在の気仙沼市）出身。宮城県立尋常中学校、第二高等学校を経て、東京帝国大学文科大学哲学科に入学した。尋常中学校では吉野作造と回覧雑誌を発行し、高等学校でも吉野・内ヶ崎作三郎らと雑誌を編集した。大学でキリスト教と政治に傾倒し、海老名弾正の本郷教会に関係したほか、島田三郎に私淑した。
1903年（明治36年）に大学を卒業すると、島田が経営する東京毎日新聞社に入社した。その後、東京日日新聞に移り、また早稲田大学講師として倫理学・新聞学を担当した。1913年（大正2年）、関西学院高等学部文科長に招かれた。
1915年（大正4年）、関西学院を辞して、第12回衆議院議員総選挙に出馬し、当選。議員活動のかたわら、横浜貿易新報主筆や東京毎日新聞主筆を務めた。第13回衆議院議員総選挙でも再選されたが、在任中に病のため死去した。

## 著書
- 『社会進化論』（博文館、1909年）
- 『久遠の基督教』（警醒社、1912年）
- 『光を慕いて』（警醒社、1913年）